# Wahlbezirk Böhmen 127
Der Wahlbezirk Böhmen 127 war ein Wahlkreis für die Wahlen zum Abgeordnetenhaus im österreichischen Kronland Böhmen. Der Wahlbezirk wurde 1907 mit der Einführung der Reichsratswahlordnung geschaffen und bestand bis zum Zusammenbruch der Habsburgermonarchie.

## Geschichte
Nachdem der Reichsrat im Herbst 1906 das allgemeine, gleiche, geheime und direkte Männerwahlrecht beschlossen hatte, wurde mit 26. Jänner 1907 die große Wahlrechtsreform durch Sanktionierung von Kaiser Franz Joseph I. gültig. Mit der neuen Reichsratswahlordnung schuf man insgesamt 516 Wahlbezirke mit je einem zu wählenden Abgeordneten, die durch Direktwahl mit allfälliger Stichwahl bestimmt wurden. Der Wahlkreis Böhmen 127 umfasste den Gerichtsbezirk Grulich, den Gerichtsbezirk Landskron ohne die Gemeinden Böhmisch Rothwasser, Herobitz, Koburg, Nepomuk, Niederhermanitz, Oberhermanitz, Petersdorf, Waltersdorf, Weißersdorf, aus dem Gerichtsbezirk Leitomischl die Gemeinden Abtsdorf, Blumenau, Dittersdorf, Hopfendorf, Jansdorf, Karlsbrunn, Ketzelsdorf, Lauterbach, Nikl, Schirmdorf, Strokele, Überdörfel, aus dem Gerichtsbezirk Polička die Gemeinden Böhmisch Rothmühl, Böhmisch Wiesen, Bohnau, Deutsch Bielau, Dittersbach, Laubendorf, Neubiela, Riefersdorf, Schönbrunn sowie aus dem Gerichtsbezirk Wildenschwert die Gemeinden Dreihöf, Hertersdorf, Hilbetten, Knappendorf, Mittellichwe, Niederlichwe, Oberlichwe, Seibersdorf und Tschernowier. Ausgenommen waren jedoch die Städte Grulich und Landskron (Wahlbezirk 95). Aus der Reichsratswahl 1907 ging der Deutsche Agrarier Franz Peschka im ersten Wahlgang als Sieger hervor. Er starb jedoch bereits 1908, woraufhin sein Parteikollege Josef Bernkopf in der Ersatzwahl gewählt wurde. Bei der Reichsratswahl 1911 konnte sich der Agrarier Wilhelm Maixner in der Stichwahl durchsetzen.

## Wahlergebnisse

### Reichsratswahl 1907
Die Reichsratswahl 1907 wurde am 14. Mai 1907 (erster Wahlgang) durchgeführt. Die Stichwahl entfiel auf Grund der absoluten Mehrheit von Bernkopf im ersten Wahlgang.
| Kandidat                                                                       | Partei                             | Wahlkreis- stimmen | Stimmanteil |
| ------------------------------------------------------------------------------ | ---------------------------------- | ------------------ | ----------- |
| Franz Peschka                                                                  | Deutsche Agrarpartei               | 4857               | 51,2 %      |
| Franz Flaming                                                                  | Sozialdemokratische Arbeiterpartei | 2844               | 30,0 %      |
| Franz Heide                                                                    | Christlichsoziale Partei           | 1581               | 16,7 %      |
| Wilhelm Jung                                                                   | Deutsche Fortschrittspartei        | 120                | 1,3 %       |
|                                                                                | Sonstige Parteien                  | 92                 | 1,0 %       |
| Wahlberechtigte: 12.197, Ungültige/Leere Stimmen: 196, Wahlbeteiligung: 79,4 % |                                    |                    |             |

### Reichsratsersatzwahl 1908
Nach dem Tod von Franz Peschka am 30. April 1908 wurden die Ersatzwahlen am 13. November 1908 (erster Wahlgang) sowie am 20. März 1911 (Stichwahl) durchgeführt.

#### Erster Wahlgang
| Kandidat                                                                      | Partei                             | Wahlkreis- stimmen | Stimmanteil |
| ----------------------------------------------------------------------------- | ---------------------------------- | ------------------ | ----------- |
| Josef Bernkopf                                                                | Deutsche Agrarpartei               | 3991               | 47,8 %      |
| Johann Janisch                                                                | Christlichsoziale Partei           | 2196               | 26,3 %      |
| Franz Fleming                                                                 | Sozialdemokratische Arbeiterpartei | 2085               | 25,0 %      |
|                                                                               | Sonstige Parteien                  | 70                 | 0,8 %       |
| Wahlberechtigte: 11.995, Ungültige/Leere Stimmen: 88, Wahlbeteiligung: 70,3 % |                                    |                    |             |

#### Stichwahl
| Kandidat                                                                      | Partei                   | Wahlkreis- stimmen | Stimmanteil |
| ----------------------------------------------------------------------------- | ------------------------ | ------------------ | ----------- |
| Josef Bernkopf                                                                | Deutsche Agrarpartei     | 4810               | 65,5 %      |
| Johann Janisch                                                                | Christlichsoziale Partei | 2530               | 34,5 %      |
| Wahlberechtigte: 11.995, Ungültige/Leere Stimmen: 87, Wahlbeteiligung: 61,9 % |                          |                    |             |

### Reichsratswahl 1911
Die Reichsratswahl 1911 wurde am 13. Juni 1911 sowie am 20. Juni 1911 (Stichwahl) durchgeführt.

#### Erster Wahlgang
| Kandidat                                                                       | Partei                     | Wahlkreis- stimmen | Stimmanteil |
| ------------------------------------------------------------------------------ | -------------------------- | ------------------ | ----------- |
| Wilhelm Maixner                                                                | Deutsche Agrarpartei       | 3756               | 48,5 %      |
| Franz Pattermann                                                               | Sozialdemokratische Partei | 2339               | 30,2 %      |
| Ferdinand Kube                                                                 | Christlichsoziale Partei   | 1608               | 20,7 %      |
|                                                                                | Sonstige Parteien          | 49                 | 0,6 %       |
| Wahlberechtigte: 12.088, Ungültige/Leere Stimmen: 152, Wahlbeteiligung: 65,4 % |                            |                    |             |

#### Stichwahl
| Kandidat                                                                       | Partei                             | Wahlkreis- stimmen | Stimmanteil |
| ------------------------------------------------------------------------------ | ---------------------------------- | ------------------ | ----------- |
| Wilhelm Maixner                                                                | Deutsche Agrarpartei               | 5031               | 64,1 %      |
| Franz Pattermann                                                               | Sozialdemokratische Arbeiterpartei | 2816               | 35,9 %      |
| Wahlberechtigte: 12.088, Ungültige/Leere Stimmen: 126, Wahlbeteiligung: 66,0 % |                                    |                    |             |